# Mountain Highway
Der Mountain Highway (auch Wantirna Sassafras Road) ist eine Verbindungsstraße in den östlichen Vororten von Melbourne im Süden des australischen Bundesstaates Victoria. Er verbindet den Burwood Highway in Wantirna mit der Mount Dandenong Tourist Road in Sassafras.

## Verlauf
Der Mountain Highway zweigt an der Grenze zwischen den Vororten Wantirna South und Wantirna vom Burwood Highway (S26) nach Nordosten ab, unterquert den EastLink (ohne Anschluss) und durchzieht den Vorort Wantirna. Von dort aus führt er weiter nach Osten und Südosten durch Bayswater und The Basin.
Dort beginnt der Anstieg in die Dandenongs. Durch den westlichen Teil Dandenong-Ranges-Nationalparks schlängelt sich die Straße bergwärts, bis sie in Sassafras auf die Mount Dandenong Tourist Road (C415) trifft und endet.

## Ausbauzustand und Geschwindigkeitsbeschränkungen
Zwischen Burwood Highway und Dorset Road (S5) ist der Highway vierspurig ausgebaut. Zwischen Stud Road (S9) und der Scoresby Road / Bayswater Road (S7) hat er sogar sechs Spuren. Ab der Dorset Road wird die Straße zweispurig und steigt im Bereich des Dandenong-Ranges-Nationalparks steil an (5 % Steigung).
Die zulässige Höchstgeschwindigkeit liegt zwischen Burwood Highway und Bayswater bei 80 km/h und von Bayswater bis Sassafras bei 70 km/h. In den Wohngebieten von Bayswater und The Basin darf 60 km/h schnell gefahren werden, während in denen des Nationalparks nur 50 km/h erlaubt sind.